# Carmí d'alitzarina

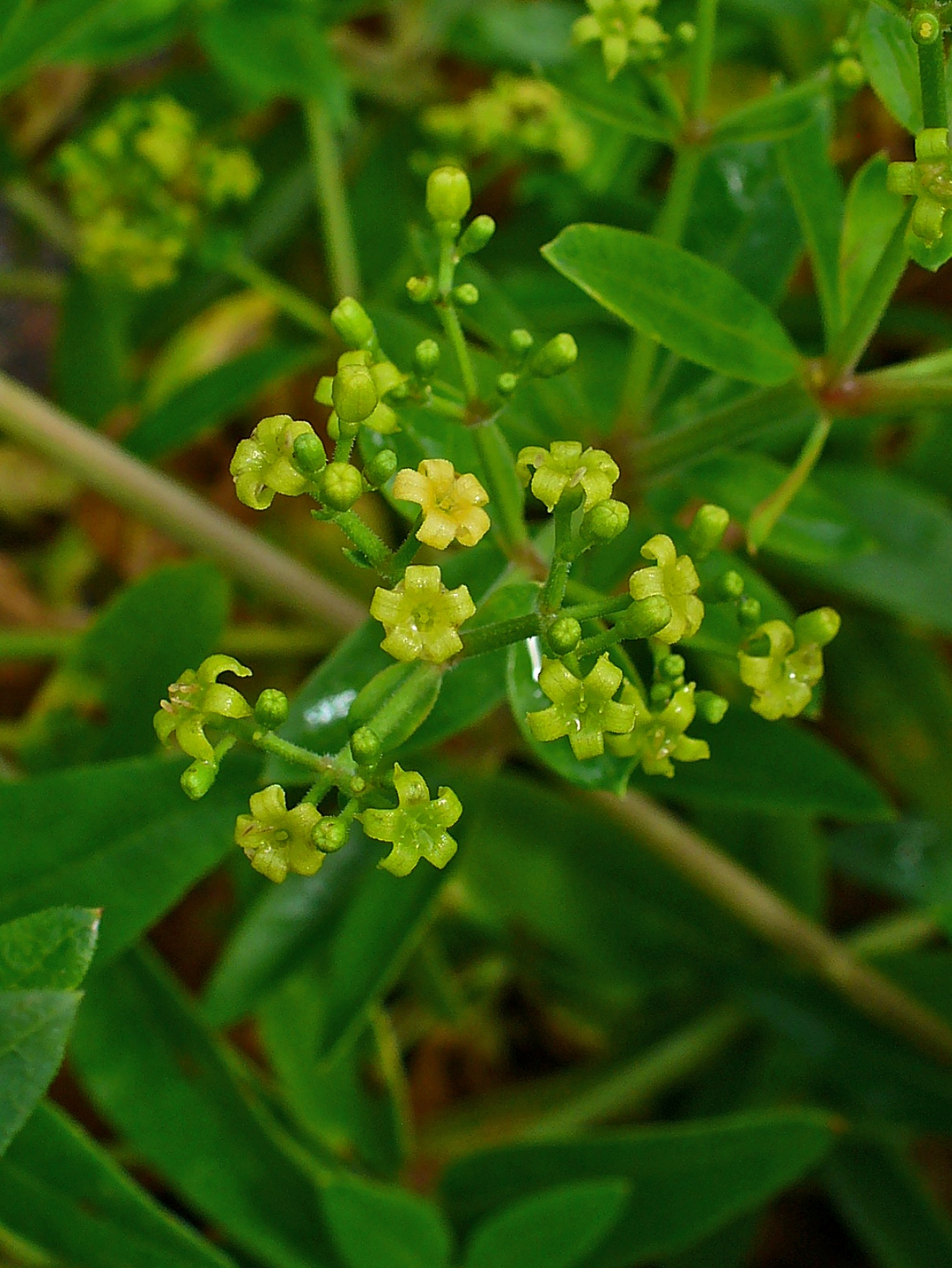
La roja (Rossa tinctorum) va ser l'única font d'alitzarina fins que, al principi del, es va aconseguir de sintetitzar aquesta substància.

Els termes carmí d'alitzarina o carmí alitzarina designen al color d'un colorant orgànic que s'obté de la planta anomenada roja, l'alitzarina; al de la seva corresponent laca sintètica; i al dels pigments pictòrics que es comercialitzen amb aquest nom. Els carmins d'alitzarina són entre vermells i vermell purpuris.
També s'ha anomenat carmí d'alitzarina el carmí de garança, pigment elaborat a partir d'una laca de roja creada per J.F.L. Mérimée cap al 1820.

## Nomenclatura
Denominació en l'Índex internacional de la color
- Pigment Xarxa 83, PR 83[3]

Noms en altres idiomes
- En anglès: alizarin crimson; alizarin madder; alizarin carmine; synthetic madder
- En italià: cremisi d'alizarina[3]

## Composició, propietats i usos
El carmí d'alitzarina es prepara precipitant alitzarina sintètica (pigment orgànic derivat de l'antracè) en una base neutra de trihidrat d'alumini. Això dona com a resultat una laca vermella semifosca, transparent, amb bona permanència. Amb altres bases s'aconsegueixen diferents matisos de vermell.
El carmí d'alitzarina es va usar com a component de pintures d'ús artístic fins a la dècada del 1930.

## Carmí d'alitzarina pictòric
Els pigments i pintures artístiques que es comercialitzen sota la denominació de color carmí alitzarina tenen una coloració fosca, vermella a vermell purpúria i de saturació intensa a profunda. La mostra «aclarida» que es veu sota aquestes línies correspon a l'aspecte d'aquest carmí alitzarina pictòric aclarit amb blanc.
| #          | Carmí alitzarina   | Carmí alizarina aclarit |
| HTML       | #663744            | #A72C5D                 |
| CMYK       | (75, 100, 80, 0)   | (40, 100, 45, 0)        |
| RGB        | (102, 55, 68)      | (167, 44, 93)           |
| HSV        | (343°, 46 %, 40 %) | (336°, 74 %, 65 %)      |
| Referència | [ 2 ]              | [ 2 ]                   |